# Bistum Avezzano
Das Bistum Avezzano (lat.: Dioecesis Marsorum, ital.: Diocesi di Avezzano) ist eine in Italien gelegene römisch-katholische Diözese mit Sitz in Avezzano.

## Geschichte
Das Bistum Avezzano wurde im 9. Jahrhundert als Bistum Marsi errichtet. Am 30. September 1986 wurde das Bistum Marsi in Bistum Avezzano umbenannt.
Das Bistum Avezzano ist dem Erzbistum L’Aquila als Suffraganbistum unterstellt.